# فردریک چارلز فردیناند
فردریک چارلز فردیناند (انگلیسی: Frederick Charles Ferdinand, Duke of Brunswick-Wolfenbüttel-Bevern; ۵ آوریل ۱۷۲۹ – ۲۷ آوریل ۱۸۰۹) پرسنل نظامی اهل آلمان بود.